# إلشولتزية جميلة
إلشولتزية جميلة (الاسم العلمي:Elsholtzia speciosa) هي نوع غير مؤكد من النباتات يتبع جنس الإلشولتزية من الفصيلة الشفوية.